# Langly
Langly (Лэнгли) — американская IT компания по разработке программного обеспечения в сфере образования. Ed Tech стартап, ключевая миссия которого создать и предоставить уникальный обучающий продукт для любых пользователей, который сделает изучение английского языка еще более увлекательным и доступным.

## Описание компании
Langly — это Ed Tech стартап, разрабатывающий программное обеспечение для его дальнейшего использования в образовательных целях. В процессе создания образовательной платформы с использованием геймификации, Langly используют ИИ (искусственный интеллект), для формирования персонализированного пользовательского опыта у каждого игрока, отслеживания их результатов и ассистирования в процессе изучения языка. Своей деятельностью компания намерена решить 2 основные проблемы онлайн обучения, а именно:
1. Отсутствие мотивации, посредством создания платформы для изучения английского языка, в стиле «обучение в процессе развлечения».
2. Отсутствие сертификации, за счёт интегрированного в игру академического курса для обучения английскому языку, с возможностью получения международного сертификата, подтверждающего уровень знаний пользователя игры по общеевропейской системе оценки знания языка.

## Продукты компании
Langly (Лэнгли) — это бесплатная образовательная платформа, предназначенная для изучения и практического применения английского языка. Методология интерактивной образовательной игры построена на Оксфордской программе обучения и предоставляет ученикам инструменты для изучения правил и законов английского языка, которые помогут адекватно изъясняться в любой ситуации. Процесс обучения проходит в игровой форме и меняется одновременно с развитием истории игры. Геймификация в этом приложении используется для удержания интереса пользователей, и позволяет сделать процесс обучения увлекательным. Нелинейная игра доступна к скачиванию на мобильные устройства через Apple App Store и Google Play Market. Web-версия игры находится в разработке.
Ключевые цели создания продукта по сферам деятельности:
1. Преподавание и обучение
2. Открытые и совместные решения: экосистема образования[1]
3. Глобальные / безграничные образовательные решения
4. Обучение рабочих групп

## Характеристика платформы
По состоянию на начало 2023 года сервис работает на пяти языках: Русский, Испанский, Португальский, Немецкий, а также включает диалекты Бразильского Португальского и Мексиканского Испанского. Эти языки установлены для изучения английского языка, в одностороннем порядке, таким образом предназначены для носителей этих языков. Игра находится на стадии разработки, а приложение работает в бета-версии.
Обучающая игра состоит из нескольких сезонов, прохождение каждого из которых развивает уровень владения английским языком. Таким образом, по общеевропейской системе оценки уровня владения иностранным языком, первый игровой сезон равен уровню А1, что означает элементарное владение языком (уровень выживания), а последний сезон игры — равен уровню С2, означающий свободное владение языком (знание языка в совершенстве).

## Процесс обучения
Методы обучения в приложении основаны на курсе американского английского Wide Angle, разработанном в Оксфордском Университете. Даже в первом сезоне игры, то есть на начальном уровне обучения А1, предполагается наличие у пользователя элементарного знания английского языка, например, знание алфавита и каких-либо простых слов или выражений. Прохождение игры состоит из набора сцен (уровней), каждый из которых разделён на 3 основные части: блок теории, включающий правила английской грамматики, значение и перевод слов, и разбор разговорных тем для изучения языка; блок практики, в которой пользователь может применить и закрепить полученные теоретические знания; блок развития истории, также включает в себя интерактивное взаимодействие с персонажами и сюжетом, где тот или иной выбор влияет на ход игры. Разработчики сообщают, что игра, имея несколько сезонов, будет включать начальное тестирование пользователя. Таким образом, ученик, пройдя регистрацию в приложении, проходит тест на определение текущего уровня знания языка. На основании пройденного тестирования, Langly предоставит результат этого теста, расскажет предысторию до соответствующего момента в игре, после чего пользователь приступит к обучению. Каждая глава игры включает в себя несколько видов уровней: сопоставление слов и их перевод, составление предложений, письменные задания, задания на слуховое восприятие и произношение, промежуточное тестирование и т. п. Промежуточное тестирование используется для закрепления внутри уровня полученных только что теоретических знаний.
Существует возможность повторения материалов. Для удобства и закрепления результатов в меню настроек приложения существуют пользовательские вкладки, или пользовательская тетрадь: словари пользователя и записи по пройденной теории. В общем словаре указаны слова, которые были использованы во время прохождения уровней. В то время как личный словарь — это список слов, добавленных пользователем самостоятельно. Во второй вкладке личной тетради находится описание пройденной теории.

## Сертификаты и подтверждение знаний
При завершении каждого из сезонов, игрок проходит контрольный тест, соответствующий уровню полученных знаний. Пройдя тест, пользователь получит сертификат, подтверждающий знание языка на любом из уровней по следующей градации: А1, А2, В1, В2, С1 и С2. Также у пользователя будет возможность скачать полученный сертификат, который является официальным, и предоставить его по необходимости, например, на работе, в университете, на курсах и т. п. Пройдя игру, ученик Langly может сдать любой тест на общее знание английского языка, как после других оффлайн или онлайн курсов английского: TOEFL, CPE, Oxford English Exam, Cambridge English Exam, Duolingo English Test.

## Партнёрство и инвестиции
Создание образовательной платформы основывается на двух ключевых партнёрствах с Оксфордским Университетом и компанией Microsoft. Стратегическое партнёрство с Оксфордским Университетом заключается в формировании обучающего контента игры на основании академического курса Oxford Wide Angle и дальнейшей возможностью получения сертификата, подтверждающего уровень знания английского языка по общеевропейской системе оценки и действительного по всему миру.
Партнёрство с Microsoft заключается в использовании продуктов компании. В марте 2023 года Langly получила от организации Microsoft for Startups 175 тысяч долларов в виде гранта на использование продуктов Microsoft.

## Социальная позиция
Langly использует социально-эмоциональный игровой подход к изучению языка, что делает его доступным для миллионов людей во всём мире, с социальной, экономической и территориальной точек зрения. Компания обещает решить острые проблемы в сфере онлайн-образования. Рассмотрим их подробнее.
1. Сделать изучение английского языка физически доступным для каждого. Платформа и само обучение академическому английскому языку — бесплатно и доступно всем, у кого есть смартфон и подключение к интернету. Это означает, что люди с любым достатком и из любой части света могут получить доступ к ресурсам для изучения английского языка без необходимости платить за дорогие курсы или учебники.
2. Содействие культурному взаимопониманию. Изучая новый язык, пользователи знакомятся с новой культурой и взглядами. Это может помочь разрушить барьеры между людьми разного происхождения и способствовать большему пониманию и сочувствию.
3. Повысить возможности трудоустройства у пользователей Langly. При современных условиях глобализации рынка труда, знание международного языка общения является важным конкурентным преимуществом кандидата, поэтому важно его знать, подтверждать и использовать. Предоставляя людям доступ к ресурсам для изучения английского языка, Langly может помочь повысить их возможности трудоустройства, экономические перспективы и их самодостаточность[6].
4. Поддержка образования. Langly предлагает бесплатные курсы изучения английского языка, разработанных для взрослого населения планеты, поддерживая таким образом языковое образование рабочей силы в мире.

## Развитие компании
- 2019 год — создание компании
- 2020 год — изучение рынка конкурентов и проведение маркетинговых исследований, заключение партнёрских договоров
- 2021 год — разработка продукта: платформы, героев, истории игры и обучающего контента
- 2022 год — первый релиз бета версии платформы и появление приложения в Apple App Store и Google Play Market. Публикация контента на восьми языках

Планы по развитию образовательной платформы
- 2023 год — разработка веб версии продукта, разработка дополнительных внутренних игр, выпуск новых языков (16 языков к концу 2023 года) и выпуск новых глав игры.
- 2024 год — выпуск новых глав игры, равных уровню знаний В2, выпуск новых языков, с которых пользователь может изучать английский язык (22 языка к середине 2024 года)